# Anisozyga bicolor
Anisozyga bicolor là một loài bướm đêm trong họ Geometridae.